# Collectivité territoriale unique

aktuelle CTU
Statusänderung per Referendum abgelehnt

Eine Collectivité territoriale unique (CTU) (deutsch so viel wie "einheitliche" oder "einzige Gebietskörperschaft") ist eine französische Collectivité territoriale (Gebietskörperschaft), die die Kompetenzen einer Region und eines Départements vereint.
Es gibt zur Zeit vier collectivités territoriales uniques: Mayotte (seit 2011), Martinique (seit 2015), Französisch-Guayana (seit 2015) sowie Korsika (seit 2018). Mayotte heißt offiziell "Département de Mayotte", hat aber die Kompetenzen einer CTU.

## Collectivités territoriales uniques in Übersee
Die Möglichkeit zur Schaffung einer Collectivité territoriale unique für die Überseedépartements und -regionen wurde im Rahmen der Verfassungsreform von 2003 durch Artikel 73 der Französischen Verfassung geschaffen, demzufolge ein solcher Beschluss nur nach einem positiven Votum der Wahlberechtigten des betroffenen Gebietes in einem Statusreferendum nach den Modalitäten von Artikel 72-4 der Verfassung erfolgen kann.
Im Jahre 2003 wurde die Schaffung einer CTU in parallelen Statusreferenden sowohl in Guadeloupe als auch in Martinique von den Wahlberechtigten abgelehnt. Bei einem erneuten Referendum zum selben Thema in Martinique sowie einem analogen Referendum in Französisch-Guayana stimmte die Mehrheit mit ja. Die neuen Gebietskörperschaften wurden auf dieser Grundlage Ende 2015 geschaffen.
Mayotte wurde auf der Grundlage eines positiven Votums bei einem 2010 gemäß Artikel 74-2 der Verfassung abgehaltenen Statusreferendum im Jahre 2011 von einer Collectivité d’outre-mer zu einem Überseedépartement. Eine parallele Überseeregion wurde hier erst gar nicht geschaffen, sondern die formal wie ein Département organisierte neue Gebietskörperschaft erhielt von Anfang an die Kompetenzen einer CTU.

## Collectivités territoriales uniques in Europa
Für Korsika beschloss das französische Parlament auf der Grundlage des im Zuge der Verfassungsreform von 2003 geschaffenen Artikels 72-1 der Verfassung, der es ermöglicht, über die Schaffung oder organisatorische Reform von Gebietskörperschaften mit Sonderstatus Volksabstimmungen abzuhalten, durch Gesetz von Juni 2003 die Abhaltung einer Volksabstimmung über die Fusion der bisherigen Gebietskörperschaft Korsika, die unter anderem auch die Aufgaben einer Region wahrnahm, und der beiden korsischen Départements zu einer einzigen Gebietskörperschaft. Bei diesem Referendum stimmte jedoch im Juli 2003 eine knappe Mehrheit der Teilnehmer mit nein.
Im Dezember 2010 wurde in den Code général des collectivités territoriales der Artikel L4124-1 aufgenommen, demzufolge eine Region und die zugehörigen Départements durch übereinstimmende Beschlüsse ihrer Volksvertretungen die Fusion zu einer einheitlichen Gebietskörperschaft beantragen können, die Regierung diesem Antrag jedoch nur folgen kann, wenn in allen betroffenen Départements in einer Volksabstimmung die absolute Mehrheit der Teilnehmer und zugleich mindestens ein Viertel der Abstimmungsberechtigten dafür stimmen.
Das einzige Fusionsreferendum nach diesem Artikel wurde 2013 im Elsass abgehalten. In diesem Referendum wurde die Schaffung einer CTU durch Fusion der Region Elsass mit den beiden elsässischen Départements zwar von der Mehrzahl der Abstimmenden befürwortet, da im Département Haut-Rhin aber die Mehrzahl der Abstimmenden mit nein gestimmt hatte und im Elsass insgesamt das gesetzlich vorgesehene Zustimmungsquorum nicht erreicht worden war, kam ein entsprechender Beschluss nicht zu Stande.
Mit Gesetz vom Januar 2015 wurde das Erfordernis einer Volksabstimmung für die Fusion einer Region und der zugehörigen Départements aus dem Code général des collectivités territoriales gestrichen.
Nachdem die Mehrheit der korsischen Volksvertretung im Dezember 2014 einen neuen Vorschlag zur Fusion der Gebietskörperschaft Korsika und der beiden korsischen Départements beschlossen hatte, nahm die französische Regierung diese Fusion in ihren Gesetzentwurf zur Territorialreform auf. Durch Gesetz von August 2015 wurde mit Wirkung zum 1. Januar 2018 eine einheitliche Gebietskörperschaft in Korsika geschaffen. Ein erneutes Referendum wurde über dieses Thema jedoch nicht abgehalten.
Seit der Abschaffung der Region Elsass im Rahmen der zum Jahreswechsel 2015/2016 ohne vorherige Zustimmung der jeweiligen Volksvertretungen und ohne Konsultation der Bevölkerung in Kraft getretenen Regionalfusionen gibt es erneut Bestrebungen, eine Collectivité territoriale unique im Elsass einzurichten. Bisher wurden jedoch lediglich zum Jahresbeginn 2021 die beiden elsässischen Départements zur Europäischen Gebietskörperschaft Elsass vereinigt, die zugleich einzelne Zusatzaufgaben wahrnimmt, jedoch Teil der zum Jahresbeginn 2016 neu geschaffenen Region Grand Est bleibt.